# 14-та зенітна ракетна бригада (Україна)
14-та зенітна ракетна Уманська бригада (14 ЗРБр) — формування зенітних ракетних військ повітряного командування «Центр» Повітряних сил Збройних сил України. Формування базується в Черкаській області.

## Історія
Військова частина була сформована на основі розформованої у 2012 році 137-ї зенітної ракетної бригади, спочатку у статусі окремого дивізіону у складі 201-ї зенітної ракетної бригади. У жовтні 2023 року підрозділ було реорганізовано у 210-й полк.
6 грудня 2023 року Президент України вручив полку Бойовий Прапор військової частини.
2 серпня 2024 року Президент України присвоїв полку почесне найменування: «Уманський».
29 квітня 2025 року 14 зенітна ракетна Уманська бригада Повітряних Сил Збройних Сил України указом Президента України Володимира Зеленського відзначена почесною відзнакою «За мужність та відвагу».
Станом на 2025 рік полк було переформатовано у бригаду.

## Озброєння
- 9К81 С-300В1[1]
- MIM-23 Hawk[1]